# 高野大河
高野 大河（たかの たいが、1999年9月1日 - ）は、日本の男性声優。北海道札幌市出身。81プロデュース所属。

## 来歴
小学4年生の頃から親の勧めもあり、ヒップホップダンスを習っていた。小学6年生の時に北海道札幌市で上演されていた劇団四季の『ライオン・キング』のヤングシンバ役の一般公募のオーディションがあるということを聞いて、ダンスも歌も好きなためそこに飛び込んでいた。そこで、何かになり切って演じること、自分の声や体を使って表現することについては「なんて楽しいんだ!」いうことに気付いた。その『ライオンキング』のオーディションに合格をして舞台に出演していた。その後も演技に対する気持ちが抑えられず、地元の劇団フルーツバスケットに所属。
高校時代は「勉学との両立が難しい」と感じて、表現の世界を離れて大学に進学。しかし、大学3年生で周囲が就職活動を始めていた時に「僕は一体どんな仕事をやりたいんだろう」と考えていた。就活の間も、毎日台詞を読んだり歌を歌ったりしていたため、「自分が本当に進みたいのは表現の世界なんだ」と決心して声優を志す。色々な一般公募の声優オーディションも受けるものの、そこでは結果が出なかった。その時に同劇団に相談していたところ声優アワードを勧められた。第16回声優アワード新人発掘オーディション最多（7社）合格。
2023年4月1日から81プロデュースに所属。

## 人物
趣味・特技は歌唱、ダンス、ゲーム、写真撮影、謎解き、麻雀、ポーカー、ラーメン巡り、カフェ巡り、円周率100桁暗唱。
弟（2004年 - ）がいる。

## 出演

### テレビアニメ
2023年
- MIX MEISEI STORY 2ND SEASON 〜二度目の夏、空の向こうへ〜（ボクシング部員）

2024年
- ATRI -My Dear Moments-（商店街の方々）
- きのこいぬ（カメラマン）

2025年
- クラスの大嫌いな女子と結婚することになった。（男子生徒B）
- mono（司会者）
- ウィッチウォッチ（犬たち）
- 美男高校地球防衛部ハイカラ!（雲仙新九郎）
- ブスに花束を。（男子生徒）

### Webアニメ
- Duel Masters LOST 〜追憶の水晶〜（2024年、キャンプ客C[10]）

### ゲーム
- 原神（2024年、囚人[10]、カムデン[10]、シャンボデュック[10]）
- ディズニー ツイステッドワンダーランド（2024年、ゴールデン・トライデント選手[10] 他）

### テレビドラマ
- Maybe 恋が聴こえる[5]（下見博）

### ラジオ
- ONE TO ONE 高野家の水曜日（パーソナリティ）
- ONE TO ONE-消灯時間- 高野大河のねおchillラジオ（パーソナリティ）

### オーディオブック
- うちの家庭教師がグイグイきすぎて勉強どころじゃない2（虎井健太郎 他）
- コワモテの巨人はフラグだけはたてるんです。2（クラスメイト 他）
- 北海道の現役ハンターが異世界に放り込まれてみた2（キリフ・ラ・アルタース 他）

### イベント
- ONE TO ONE ベルガモ男祭り2025 第1部
- アリオ鷲宮（MC）
- 上尾丸広百貨店（MC）

### 舞台
- ライオン・キング（ヤングシンバ[5]）
- 光の石のファンタジア ～未来からのバトン～[5]（アナグマ、グリーン〈幼少期〉）
- RyuGu ～にんぎょ姫の初恋･･･浦島太郎外伝～（ガアタロ、浦島太郎〈幼少期〉）
- 札幌演劇シーズン2023「オズの魔法使い/新・オズの魔法使い」（ブリキのきこり）
- 株式会社MEJORAR 紅絵巻（大和、村人 他）
- 朗読劇 サラ・ベルナールの『サロメ』（ヴィクトリアン・サルドゥ）
- 朗読劇 瓶詰めの海は寝室でリュズタンの夢をうたった（ラッコ役アンダー）

### その他コンテンツ
- ニコ生
  - 駒田航のKomastagram
  - 江口拓也・八代拓の『さんたく!!』
  - 木島隆一のこのブタ野郎

## ディスコグラフィ

### キャラクターソング
| 発売日        | 商品名                             | 歌                     | 楽曲                 | 備考                                                          |
| ------------- | ---------------------------------- | ---------------------- | -------------------- | ------------------------------------------------------------- |
| 2025年7月23日 | 美男高校地球防衛部ハイカラ！ OP&ED | ハイカラ浪漫団         | 「ハイカラ de GO!!」 | テレビアニメ『美男高校地球防衛部ハイカラ!』オープニングテーマ |
| 2025年8月27日 | 我らハイカラ浪漫団！               | 雲仙新九郎（高野大河） | 「ハイカラ Days」    | テレビアニメ『美男高校地球防衛部ハイカラ!』関連曲             |

### 初出話一覧
1. ↑  第23話初出
2. ↑  第7話初出
3. ↑  第2話初出
4. ↑  第3話初出
5. ↑  第4話初出
6. ↑  第12話初出
7. ↑  第1話初出
8. ↑  第5話初出

### ユニットメンバー
1. ↑  雲仙新九郎（高野大河）、酸ヶ湯愛琉志（長岡龍歩）、卯花惣輔（観世智顕）、長万部潮（小池貴大）、阿蘇空太（草野太一）